# Stenoptilia rougeoti
Stenoptilia rougeoti là một loài bướm đêm thuộc họ Pterophoridae. Nó được tìm thấy ở Ethiopia.